# Tây Sơn, Tam Điệp
Tây Sơn là một phường thuộc thành phố Tam Điệp, tỉnh Ninh Bình, Việt Nam.

## Địa lý
Phường Tây Sơn nằm ở trung tâm thành phố Tam Điệp, cách trung tâm thành phố Ninh Bình 17 km, có vị trí địa lý:
- Phía đông giáp phường Bắc Sơn và phường Trung Sơn
- Phía nam giáp phường Nam Sơn
- Phía tây giáp xã Quang Sơn
- Phía bắc giáp xã Yên Sơn.

Phường Tây Sơn có diện tích 2,78 km², dân số năm 2019 là 4.402 người, mật độ dân số đạt 1.584 người/km².

## Lịch sử
Ngày 9 tháng 4 năm 2007, Chính phủ ban hành Nghị định số 62/2007/NĐ-CP về việc thành lập phường Tây Sơn trên cơ sở:
- Điều chỉnh 186,55 ha diện tích tự nhiên và 2.736 người của xã Quang Sơn
- Điều chỉnh 37,71 ha diện tích tự nhiên và 1.429 người của phường Nam Sơn
- Điều chỉnh 46,76 ha diện tích tự nhiên và 853 người của phường Bắc Sơn.

Phường Tây Sơn có 271,02 ha diện tích tự nhiên và 5.018 nhân khẩu.
Ngày 10 tháng 4 năm 2015, Ủy ban Thường vụ Quốc hội ban hành Nghị quyết số 904/NQ-UBTVQH13 về việc thành lập thành phố Tam Điệp thuộc tỉnh Ninh Bình và phường Tây Sơn trực thuộc thành phố Tam Điệp.

## Kinh tế
Khu công nghiệp Tam Điệp (một phần thuộc phường Tây Sơn, thành phố Tam Điệp). Diện tích 450 ha (giai đoạn I: 200ha, giai đoạn II: 250 ha), trong đó đất xây dựng nhà máy là 228,3ha. Dự kiến bố trí công nghiệp chế biến nông sản thực phẩm, may mặc, giày da, cơ khí chế tạo, sản xuất vật liệu xây dựng, điện tử; Công nghiệp hàng tiêu dùng.
Xã Quang Sơn và phường Tây Sơn nằm trong vùng nông trường chè Tam Điệp, 2 địa phương này có 240 ha chè, sản lượng năm 2007 đạt 1.700 tấn.